# Apisai Smith
Apisai Smith (25 augustus 1983) is een voormalige Fijisch voetballer die bij voorkeur als middenvelder speelt. 
Op 6 juni 2012 in de uitwedstrijd tegen Papoea-Nieuw-Guinea maakte Smith zijn debuut voor Fiji voetbalelftal. Hij kwam in 58e minuut als een invaller voor Osea Vakatalesau, de wedstrijd werd gelijkgespeeld met 1-1. Dat was enige interland van Smith.
Smith beëindigde zijn voetbalcarrière in 2022.